# Wielki huragan z 1780
Wielki Huragan z 1780 – najtragiczniejszy w historii atlantycki cyklon tropikalny. Od 9 do 16 października 1780 roku ponad 27 500 ludzi zginęło na lądzie, gdy huragan uderzył na Małe Antyle. Tysiące innych osób zginęło na otwartym morzu. Zostało zatopionych wiele okrętów wojennych, gdyż do zdarzenia doszło podczas wojny o niepodległość Stanów Zjednoczonych. Płynąca w tym czasie na trasie z Nowego Jorku na Barbados brytyjska flotylla pod dowództwem admirała George'a Rodneya straciła podczas sztormu 8 z 12 okrętów.